# Puellina nana
Puellina nana is een mosdiertjessoort uit de familie van de Cribrilinidae. De wetenschappelijke naam van de soort is voor het eerst geldig gepubliceerd in 2007 door Reverter Gil & Fernandez Pulpeiro.